# Колемен Абдулла-паша
Абдуллах-паша или Абдуллах Колемен (1865—1937) — генерал османской армии. Во время Первой Балканской войны, был командующим османским войсками: во время осады Адрианополя, в Люлебургазском сражении и в Лозенградской операции. Во всех этих битвах победу одержали Болгарские войска.
С 11 ноября по 19 декабря 1918 года, был военным министром Османской империи в правительстве Ахмеда Тевфика-паши. Скончался в 1937 году в Измире.